# Жау (национальный парк)
Жау́ (порт. Parque Nacional do Jaú) — национальный парк в штате Амазонас в Бразилии, с 2000 года объект Всемирного наследия ЮНЕСКО «Национальный парк Жау», а с 2003 года часть расширенного объекта «Комплекс резерватов Центральной Амазонии», включающего два национальных парка и две охраняемые территории другого типа, расположенный между 1º00’ — 3º00’ ю. ш. и 61º30’ — 64º00’ з. д.
Это самый большой лесной заповедник в Южной Америке, имеющий площадь 23.778,9 км². Вход в парк ограничен; для входа в него необходимо письменное разрешение от бразильского правительства.
Национальный парк Жау известен как хороший пример сохранения тропических лесов в бассейне реки Амазонки.
Среди растений, встречающихся на территории парка, можно отметить Bertholletia excelsa, Couma guianensis, Daliocarpus rolandri, Euterpe oleraceae, Holopyxidium jarana, Manilkara huberi, Microphalis guianensis, Parahancornia amapa, Pithecelobium racemosum, Vochysia maxima, а также различные виды из родов Astrocaryon, Diplotropis, Iriartea, Mauritia, Protim, Virola.
В парке можно встретить ягуаров, ламантинов, розовых речных дельфинов и многих других животных.